# Elasmias cernicum
Elasmias cernicum é uma espécie de gastrópode  da família Achatinellidae.
Pode ser encontrada na Maurícia e Reunião.